# Ormocarpum dhofarense
Ormocarpum dhofarense är en ärtväxtart som beskrevs av Jean Olive Dorothy Hillcoat och Jan Bevington Gillett. Ormocarpum dhofarense ingår i släktet Ormocarpum och familjen ärtväxter. IUCN kategoriserar arten globalt som sårbar. Inga underarter finns listade i Catalogue of Life.